# Via Coloniensis
 (mai 2021).
La Via Coloniensis, ou voie de Cologne, est l'une des voies principales du pèlerinage de Saint-Jacques-de-Compostelle de la partie rhénane de l'Allemagne. Dans sa partie française c'était la voie principale des pèlerins du duché de Lorraine.
Ayant pour origine Cologne, elle remonte le Rhin jusqu'à sa confluence avec la Moselle à Coblence, puis passe par Trêves, longe la Moselle jusqu'en Lorraine en passant par Metz puis Toul. Elle aboutit à la Via Lemovicensis à Vézelay.
Un itinéraire moderne de cette via Coloniensis est balisé, en France, sous le nom de GR GR5F.

## En Allemagne

### Rhénanie-Palatinat
- Cologne, ancienne abbaye d'Opheylissem (arrivée de la via Brabantica et de la via Monastica)
- Coblence
- Trêves
- Perl (frontière)

## En France
- Apach (frontière)
- Metz

### Le long de la Moselle
| Rive gauche , à l'ouest |  | Rive droite, à l'est |
| ----------------------- |  | -------------------- |
| - Gorze                 |  | - Pont-à-Mousson     |

- Toul
- Neufchâteau

Le tracé suit le GR5F (possibilité de prendre le GR5 dont l'itinéraire est moins historique) puis le GR 703 à partir de Toul jusqu'à Langres (chemin des Lorrains) ou jusqu'à Vézelay en passant par le GR7xx

## Sources
- www.geoportail.fr Géoportail français - sélectionner l'affichage de la couche « Carte IGN » et de l'échelle « 1:16000 » ou « 1:8000 »

- www.st-jacques-lorraine.fr Les amis de Saint-Jacques-de-Compostelle en Lorraine.
- (de) www.jakobsweg.de Liste des chemins de Compostelle en Allemagne.